# Dasiops calvus
Dasiops calvus är en tvåvingeart som beskrevs av Morge 1959. Dasiops calvus ingår i släktet Dasiops och familjen stjärtflugor. Inga underarter finns listade i Catalogue of Life.